# 贝尼西亚 (加利福尼亚州)
贝尼西亚（英語：Benicia），是美国加利福尼亚州索拉诺县下属的一个城市。于1850年3月27日建市。城市面积约为33.5平方公里，根据2010年美国人口普查，该市有人口26,997人。